# NATO Kooperatív Kibervédelmi Kiválósági Központ
A NATO Kooperatív Kibervédelmi Kiválósági Központ (angolul Cooperative Cyber Defence Centre of Excellence, rövidítése CCDCE) a NATO Kiválósági Központjainak egyike. Központja Észtországban,  Tallinnban, a Filtri u. 12. szám alatt lévő híradós laktanya területén található. A szervezet 2008. május 14-én jött létre. Oktatási, kutatási és fejlesztési feladatokat lát el. A NATO teljes jogú szervezete.   Célja az elsajátított tapasztalatok és a konzultáció révén javítani a kibervédelem hatékonyságát, az együttműködést és az információ megosztását a NATO, annak tagjai és a kibervédelemben részt vevő partnerei között.

## Története
2003-ban, az ország hivatalos NATO-csatlakozása előtt, Észtország javaslatot tett egy kiválósági központ létrehozására. A 2006. évi rigai csúcstalálkozó felsorolta a lehetséges számítógépes támadásokat a közös biztonságot érintő aszimmetrikus fenyegetések között, és az információs rendszerek hosszú távú védelmét szolgáló programok szükségességét szorgalmazta. A 2007-es Észtország elleni kibertámadások először világítottak rá a NATO-országok, intézményeik és társadalmaik, sőt maga a NATO esetleges sebezhetőségére az információs és kommunikációs rendszerük megzavarásával.
Észtországnak a NATO Kibervédelmi Kiválósági Központjára vonatkozó javaslatai erőteljes támogatást kaptak a szövetség főtitkárától, "Jaap" de Hoop Scheffertől. A NATO 2007 áprilisában értékelte a helyzetet, részben Észtország tapasztalatainak tükrében, majd 2008 januárjában megalkotta kibervédelmi politikáját. A 2008. április 2-4-ig  tartott NATO-csúcstalálkozón Bukarestben a részvevő államfők közleményében nyilvánították ki a NATO elkötelezettségét amellett, hogy erősítse a kiberbiztonsági folyamatokat, legyenek felkészülve kibertámadások kivédésére. 

„Egy kibervédelmi központ létrehozása elodázhatatlan. Segít majd a NATO-nak a térség fenyegetéseinek felszámolásában és sikeres leküzdésében.”

– James Mattis tábornok Brüsszelben, 2008. május 14-én

Merle Maigre-t követően 2018. augusztus 30-án Jaak Tarien ezredes lett a szervezet igazgatója. 

## Áttekintés
A tallinni Kibervédelmi Központ egyike annak a 21 akkreditált NATO Kiválósági Központnak (angolul Centres of Excellence, rövidítve COE), amely a NATO precíziós technikai műveleteivel kapcsolatos képzést nyújt. Nemzeti és multinacionális alapon finanszírozzák, mivel ezek a központok szorosan kapcsolódnak a Szövetséges Transzformációs Parancsnoksághoz, és elősegítik a szövetség által jóváhagyott fejlesztési célokat.
A létesítmény fő tevékenységei a következőek:
- a kibervédelmi együttműködés javítása az NNEC (NATO Network Enabled Capability) környezetében,
- megtervezni a doktrína- és koncepciófejlesztést valamint előkészíteni azok jóváhagyását,
- az információbiztonsági és a kibervédelmi oktatás, a tudatosság erősítése és a képzés fejlesztése,
- kibervédelmi támogatás biztosítása kísérletekhez (beleértve a helyszínen is),
- a kibervédelem jogi szempontjainak elemzése.

A központnak más kötelezettségei is vannak, amelyek magukba foglalják:
- a hozzájárulást a Kibervédelmi Központ gyakorlataihoz és sztenderdjeinek fejlesztéséhez a NATO-val, a PfP-vel, a NATO-jelöltekkel és a nem NATO-államokkal,
- hozzájárulás a kibervédelemmel kapcsolatos NATO biztonsági gyakorlatok kidolgozásához, a katonaság körének és felelősségének meghatározása a kibervédelemben,
- kibervédelem-központú képzés, figyelemfelkeltő kampányok, workshopok és tanfolyamok szervezése,
- kibervédelem-központú gyakorlatok fejlesztése és lebonyolítása, valamint kibervédelmi-gyakorlatok támogatásának képessége,
- kibervédelem biztosítása a NATO-val kapcsolatban álló kkv-k részére, és e kibervédelem hatékonyságának vizsgálata, megerősítése.

## Jelenlegi állapot
A NATO Kooperatív Kibervédelmi Kiválósági Központot jelenleg 22 tagországa alkotja:  
- Belgium
- Bulgária
- Cseh Köztársaság
- Dánia
- Észtország
- Franciaország
- Németország
- Görögország
- Magyarország
- Olaszország
- Lettország
- Litvánia
- Hollandia
- Norvégia
- Lengyelország
- Portugália
- Románia
- Szlovákia
- Spanyolország
- Törökország
- Egyesült Államok
- Egyesült Királyság

A Központhoz három ország társult tagként csatlakozott:
- Ausztria
- Finnország
- Svédország

A NATO Kooperatív Kibervédelmi Kiválósági Központ alapító országai: Észtország, Németország, Olaszország, Lettország, Litvánia, Szlovákia és Spanyolország. Magyarország, Lengyelország, az Egyesült Államok és Hollandia csatlakozott a következő években.
2014-ben Franciaország, Egyesült Királyság, Cseh Köztársaság, illetve Ausztria, mint első nem NATO-ország csatlakozott a központhoz, majd 2015 novemberében Finnország, Görögország és Törökország, míg 2019 júniusában Bulgária, Dánia, Norvégia és Románia csatlakozott. 
A Kooperatív Kibervédelmi Kiválósági Központhoz minden NATO ország csatlakozhat. A Kooperatív Kibervédelmi Kiválósági Központ együttműködési kapcsolatokat létesíthet a nem NATO-államokkal, egyetemekkel, kutatóintézetekkel és vállalkozásokkal is, mint közreműködő résztvevők.